# Thore Fevrell
Fredrik Theodor (Thore) Emanuel Fevrell, född den 11 oktober 1881 i Stockholm, död den 29 januari 1944 i Pretoria i Sydafrikanska unionen, var en svensk militär och diplomat.
Fevrell blev underlöjtnant vid flottan 1902 och löjtnant där 1904. Efter att ha genomgått Sjökrigshögskolan 1906–1908 blev han kapten 1911 och kommendörkapten i reserven 1921. Fevrell blev legationssekreterare vid beskickningen i Japan och Kina 1916, tillförordnad chargé d'affaires i Tokyo 1917, i Tokyo och Peking 1918, tillförordnad generalkonsul i Batavia 1919, i Calcutta 1921, och generalkonsul i Kapstaden 1929. Han invaldes som ledamot av Örlogsmannasällskapet 1915. Fevrell blev riddare av Vasaorden 1919 och av Svärdsorden 1924, kommendör av andra klassen av Vasaorden sistnämnda år och kommendör av första klassen av sistnämnda orden 1938. 
Thore Fevrell var, liksom sina bröder Valter och Emil Fevrell, son till komministern, filosofie doktor Theodor Carlson och dennes hustru Emma Febvrel. Han var gift med Ebba Melander, som var dotter till Adolf Emil Melander och dotterdotter till Arvid Hjortzberg. Makarna vilar på Lovö kyrkogård.